# Aparecida do Rio Doce
Aparecida do Rio Doce är en kommun i Brasilien.   Den ligger i delstaten Goiás, i den södra delen av landet, 400 km sydväst om huvudstaden Brasília. Antalet invånare är 2 433.
Omgivningarna runt Aparecida do Rio Doce är huvudsakligen savann. Runt Aparecida do Rio Doce är det mycket glesbefolkat, med 5 invånare per kvadratkilometer.